# Альберто Кінтано
Альберто Кінтано (ісп. Alberto Quintano, нар. 26 квітня 1946, Сантьяго) — чилійський футболіст, що грав на позиції центрального захисника. По завершенні ігрової кар'єри — тренер.
Виступав, зокрема, за клуби «Універсідад де Чилі» та «Крус Асуль», а також національну збірну Чилі.

## Клубна кар'єра
У дорослому футболі дебютував 1965 року виступами за команду «Універсідад де Чилі», в якій провів сім сезонів, взявши участь у 179 матчах чемпіонату. Більшість часу, проведеного у складі «Універсідад де Чилі», був основним гравцем захисту команди, і за цей час став з командою триразовим чемпіоном Чилі.
У середині 1971 року виїхав до Мексики, де протягом 6 сезонів захищав кольори клубу «Крус Асуль». У клубі з Мехіко Кінтано утворив зв'язку захисників з Хав'єром Гусманом і виграв три чемпіонати Мексики, а також Кубок чемпіонів КОНКАКАФ 1971 року.
Згодом з 1977 по 1980 рік грав у складі команди «Універсідад де Чилі», вигравши 1979 року Кубок Чилі.
Сезон 1981 року Кінтано провів у клубі «Універсідад Католіка», а наступний — в «Магальянесі», де і закінчив свою футбольну кар'єру.

## Виступи за збірну
19 вересня 1967 року дебютував в офіційних іграх у складі національної збірної Чилі в товариському матчі проти збірної Бразилії, що завершився з рахунком 0:1.
У складі збірної був учасником чемпіонату світу 1974 року у ФРН, на якому утворив зв'язку захисників з Еліасом Фігероа і зіграв у всіх трьох матчах проти Західної Німеччини, Східної Німеччини та Австралії, але команда не здобула жодної перемоги і не подолала груповий етап.
Згодом зі збірною Кінтано поїхав і на Кубок Америки 1979 року, де зіграв у двох матчах і разом з командою здобув «срібло». На цьому ж турнірі Альберто провів і свій останній матч за збірну, зігравши у першій фінальній грі проти збірної Парагваю 28 листопада 1979 року, той матч чилійці програли з рахунком 0:3. Загалом протягом кар'єри у національній команді, яка тривала 13 років, провів у її формі 50 матчів.

## Кар'єра тренера
Розпочав тренерську кар'єру, тренуючи молодіжну команду клубу «Універсідад де Чилі», після чого очолив тренерський штаб мексиканського клубу «Крус Асуль», працюючи з командою у 1983—1986 роках.
Надалі був головним тренером чилійських команд «Евертон» (Вінья-дель-Мар), «Універсідад де Чилі» та «Депортес Ла-Серена». З 1990-х років — на функціонерській службі.

## Досягнення

### Командний
Збірна Чилі
- Срібний призер Кубка Америки: 1979
- Володар Тихоокеанського кубка: 1968
- Володар Кубка Хуана Пінто Дурана: 1971

«Універсідад де Чилі»
- Чемпіон Чилі (3): 1965, 1967, 1969
- Срібний призер чемпіонату Чилі (2): 1971, 1980
- Бронзовий призер чемпіонату Чилі (2): 1968, 1970
- Володар Кубка Чилі: 1979

«Крус Асуль»
- Чемпіон Мексики (3): 1972, 1973, 1974
- Володар Кубка чемпіонів КОНКАКАФ: 1971

### Особистий
- Номінант на звання найкращого футболіста Південної Америки: 1973